# Европейский суд общей юрисдикции
Европе́йский суд о́бщей юрисди́кции (также О́бщий суд Европе́йского сою́за, Европе́йский трибуна́л о́бщей юрисди́кции или просто Европе́йский трибуна́л) — судебный орган первой инстанции в рамках судебной системы Европейского союза. Созданный 1986 году Единым европейским актом, суд начал свою работу 1 января 1989 года как Европейский суд первой инстанции и был нацелен ускорить рассмотрение дел в расширяющимся Европейском союзе. Настоящее название получил после вступления в силу Лиссабонского договора 1 декабря 2009 года.
В состав суда входят 54 судьи, по два от каждого государства-члена, вдвое больше, чем в период с момента создания Трибунала гражданской службы до момента объединения трибунала с судом общей юрисдикции в 2016 году. Суд рассматривает дела по первой инстанции, поданные на институты союза физическими и юридическими лицами, иски, связанные с нарушениями юридическими, частными лицами и государствами-участниками решений и директив союза. Обычно это иски в отношении корпораций, связанные с нарушением антимонопольного законодательства, а также слияниями и поглощениями; помимо этого суд выступает в роли арбитра в странах ЕС при спорах в отношении политики субсидирования и введения торговых санкций.
Решения Суда общей юрисдикции в кассационном порядке могут быть обжалованы в Европейском суде.

## Список президентов суда
| Избран           | Окончание срока  | Судья                    |
| ---------------- | ---------------- | ------------------------ |
| 25 сентября 1989 | 18 сентября 1995 | Хосе Луиш да Крус Виласа |
| 18 сентября 1995 | 4 марта 1998     | Антонио Саджо            |
| 4 марта 1998     | 17 сентября 2007 | Бо Вестердорф            |
| 17 сентября 2007 | 26 сентября 2019 | Марк Йегер               |
| 27 сентября 2019 | в должности      | Марк ван дер Вуд         |